# 全国武术之乡
全国武术之乡是中华人民共和国国家体育运动委员会（简称国家体委，现国家体育总局）向其管辖范围内各县级行政区评选颁发的一个称号，用于表彰武术活动开展良好的地区，推动全国城乡武术运动的深入开展。

## 历史
1991年，国家体委下发《关于开展全国“武术之乡”评选活动的通知》，规定全国武术之乡评选活动以县、市、区为单位参加评选。1992年，全国武术之乡首次评选开始。2012年3月23日，国家体育总局武术运动管理中心颁布《全国武术之乡管理办法（试行）》。

## 名单

### 第一批
1992年评选。
- 天津市：南开区
- 河北省：沧州市、永年县、南宫市
- 内蒙古自治区：包头市青山区
- 黑龙江省：肇源县
- 上海市：虹口区、黄浦区
- 江苏省：沛县、太仓县
- 安徽省：亳州市、砀山县
- 福建省：石狮市、永泰县、长乐县、泉州市鲤城区
- 江西省：宜春市、樟树市
- 山东省：菏泽市、郓城县
- 河南省：登封县、温县、汝州市、淮阳县
- 湖北省：汉阳县
- 湖南省：东安县、新化县
- 广东省：广宁县、新兴县
- 广西壮族自治区：桂平县
- 四川省：江北县、宣汉县、夹江县
- 贵州省：安龙县
- 甘肃省：武山县

### 第二批
1996年评选。
- 辽宁省：沈阳市东陵区、黑山县
- 陕西省：西安市莲湖区、泾阳县
- 河北省：深州市、文安县、邯郸市峰峰矿区
- 山东省：淄博市博山区、东明县、单县、枣庄市台儿庄区、莱州市
- 浙江省：台州市黄岩区
- 山西省：太谷县
- 湖北省：丹江口市、武穴市
- 四川省：江津市、江油市
- 云南省：开远市、个旧市
- 内蒙古自治区：赤峰市红山区
- 甘肃省：甘谷县
- 江西省：吉水县、乐平县
- 湖南省：冷水江市
- 福建省：晋江市、仙游县

### 第三批
2001年评选。
- 河南省：义马市、夏邑县
- 山东省：滕州市、枣庄市薛城区、巨野县
- 湖北省：武汉市青山区、武汉市黄陂区、黄梅县
- 江西省：广丰县
- 湖南省：浏阳市
- 四川省：峨眉山市
- 重庆市：奉节县
- 山西省：洪洞县、文水县
- 天津市：西青区、河西区、红桥区
- 河北省：大名县
- 江苏省：高淳县
- 上海市：青浦区
- 浙江省：义乌市、平阳县[5]
- 福建省：连城县
- 辽宁省：建昌县
- 吉林省：长春市南关区、桦甸市